# 自由風自由Phone
《自由風自由Phone》是香港電台製作的一個節目，於1994年啟播，逢星期一至五香港時間下午5時至晚上8時於香港電台第一播出，節目主要討論熱門時事及政治議題，並接受聽眾來電參與討論。節目現時由陳景祥、陸宇光、陳燕萍主持，陸宇光監製。節目另有一位每晚不同的評論員參與，人選不時更換。

## 節目歷史
節目早期是在香港電台第二台播出，時間為晚上六時至八時，主持為當時的二台台長楊吉璽，後來配合1998年香港電台中文台大改革，一台定位為時事政經台，以迎戰商業電台雷霆881第一台和新城知訊台頻道，節目遂改至第一台播出，改由吳志森和毛孟靜主持，後來毛孟靜改為嘉賓主持，吳志森遂為常任主持，編導、統籌和監製分別為葉雅媛、陳燕萍和梁家永，每日配搭每周固定嘉賓主持，分別是李芝蘭、梁美芬、劉佩瓊、黎穎瑜和黃麗君。之後，節目更換嘉賓主持，分別是梁旭明、劉佩瓊和黃英琦。
2011年11月，主持此節目多年的吳志森，連同主持晨早清談節目《千禧年代》的周融，突然被告知即將不再擔任有關電台節目主持。事件令各界議論紛紛，港台高層解釋是節目改革，撤換主持人的安排已醞釀經年。浸會大學新聞系助理教授杜耀明質疑，港台「節目改革」其實是「借刀殺人」，將吳志森這類嚴厲批評政府，政治立場偏向民主派且有獨立觀點的節目主持換走，一向立場親政府的周融只是「陪葬」，而周融之前2007年曾因為參與輪選廣播處長一事而得罪部分港台高層，周曾公開質疑高層為何處長需要有大學學歷，而周雖然立場親政府，但亦有批評政府。因此有不少議員質疑港台突然撤換敢言主持是新聞自由倒退，事態嚴重且不尋常，將會跟進。而吳志森於報章專欄回應事件；稱香港電台高層以主持個人風格太強，說話也太多，說撤換主持是應聽眾的要求。
2021年6月28日，主持《自由風自由Phone》11年的區家麟被通知當日是最後一日主持節目。區家麟其後表示自己曾撰寫批評港台高層的文章，可能是其中一個被撤換的原因。區家麟亦批評港台用盡行政能力為所欲為，移除港台不欲聽到的聲音，令公共廣播名存實亡。
此外。由2021年7月5日起，節目內容及主持也有改動: 逢星期五的「一週時事點評」環節取消。改為恆常討論熱門時事及政治議題環節，及接受相關議題的嘉賓及聽眾來電。主持人方面，除區家麟被退出外，陳燕萍、陸宇光仍為本節目主持，並加入數位新主持人：高福慧、林緻茵、戴希立、李立峯、李家文、麥嘉晉、潘永祥、林雲峯、楊立門、何鉅業、梁家永加入主持，同時取消嘉賓主持參與討論，改為每天以二人搭檔主持節目。

## 外部連結
- 香港電台第一：《自由風自由Phone》節目 （页面存档备份，存于）

| 前一節目： 一桶金之財經新思維 | 香港電台第一台節目 星期一至星期五下午5時至8時 (晚上6時至6時35分播出傍晚新聞天地) | 下一節目： 守下留情 |